# Obrezina
Obrezina – wieś w Chorwacji, w żupanii zagrzebskiej, w mieście Velika Gorica. W 2011 roku liczyła 555 mieszkańców.